# Randia hidalgensis
Randia hidalgensis es una especie de planta fanerógama de la familia Rubiaceae.

## Clasificación y descripción de la especie
El taxón está constituido por arbustos de hasta 2 m de alto, la corteza delgada y desprendible. Hojas opuestas pecioladas de hasta 15 mm de largo, con las estípulas rígidas, de color café, a veces caedizas. Láminas ovadas, elípticas u obovadas de 4 a 11 cm de largo y de 2.5 a 7.5 cm de ancho, la lámina subcoriácea. Inflorescencia, una cima corimbosa, sésil. Flor estaminada subsésil, bracteolada, con el cáliz cupuliforme. Corola salveforme, amarillenta, el tubo hasta de 4.5 cm de largo, con 4(5) lóbulos ovados o elípticos. Estambres 4(5) pilosos y deltoides. Flores pistiladas, solitarias, estilo glabro hasta de 3 cm de largo, corola desconocida. Fruto elipsoide de hasta 2.3 cm de superficie, lisa y glabra. Semillas numerosas, discoides de 3 a 5 mm de diámetro.

## Distribución
Esta especie se distribuye en México, en los estados de Hidalgo y Querétaro.

## Hábitat
Se desarrolla entre los 1200 y los 1600 m s.n.m., en vegetación de matorral bajo y en bosque caducifolio.

## Estado de conservación
No se encuentra bajo ninguna categoría de riesgo en los normas mexicanas e internacionales (Norma Oficial Mexicana 059).